# Maják Cromarty
Maják Cromarty stojí ve skotském městě Cromarty v Highland. V roce 1971 byl maják zařazen do skotských památkových seznamů v nejvyšší památkové kategorii A pod položkou LB23680.

## Historie
Projekt vypracoval Alan Stevenson, který pochází ze známé Stevensonovy rodiny stavitelů majáků. Stavba majáku a jeho venkovních zařízení byla dokončena v roce 1846 a byl uveden do provozu ve stejném roce. Odhadované náklady na stavbu byly 3 030 £. V roce 1985 byl jeho provoz automatizován a 28. února 2006 byl definitivně vyřazen z provozu. V domě strážce a hospodářských budovách je od roku 1990 umístěna ekologická stanice Aberdeenské univerzity, od roku 2009 jsou v jejím trvalém vlastnictví. Studenti univerzity ji využívají ke studiu delfínů skákavých v zálivu Moray Firth.

## Popis
Cromarty se rozprostírá na ostrohu na konci přibližně 1,3 kilometru širokého vstupu do Cromarty Firth. Maják Cromarty je blízko konce mysu v bezprostřední blízkosti zálivu Cromarty. Dvoupatrová válcová věž je vysoká pouhých 13 metrů. Věž bílého zdiva s okrovým ochozem a s litinovým zábradlím je zakončena lucernou s černou kopulí. Vzhledem k tomu, že maják byl postaven vysoko nad hladinou moře, dosah jeho palby byl 14 námořních mil. Celý komplex vykazuje jasné paralely s majákem Chanonry Point, který Stevenson ve stejném roce dokončil poblíž Fortrose. Patří sem i obydlí hlídače majáku s motivy řecko-egyptského klasicismu. Různé vstupní dveře, také na patě věže, jsou provedeny s pilastry a korunními římsami. Jednopodlažní křídla pokračují na tříosý dvoupodlažní dům. Jsou použita 16dílná mřížová okna. Podobně jako věž jsou její fasády natřeny bílou barvou s okrovou barvou. Objekt je uzavřen plochou střechou.

### Data
- Výška věže:13 m
- Výška světla:18 m n. m.
- Dosvit: 15 nm
- Charakterestika: Oc WR 10s

### Identifikátor:
- ARLHS: SCO-056
- Admirality: A3490
- NGA: 2940